# Challenger de Buenos Aires II 2024
El torneo Challenger de Buenos Aires 2024, denominado por razones de patrocinio Challenger AAT de TCA II fue un torneo de tenis perteneció al ATP Challenger Tour 2024 en la categoría Challenger 50. Se trató de la 4ª edición; el torneo tuvo lugar en la ciudad de Buenos Aires (Argentina), desde el 15 hasta el 21 de enero de 2024 sobre pista de tierra batida al aire libre.

## Jugadores participantes del cuadro de individuales
| Favorito | País                  | Jugador                    | Rank1 | Posición en el torneo |
| -------- | --------------------- | -------------------------- | ----- | --------------------- |
| 1        | Bandera de Argentina  | Mariano Navone             | 126   | FINAL                 |
| 2        | Bandera de Argentina  | Genaro Alberto Olivieri    | 174   | Primera ronda         |
| 3        | Bandera de Argentina  | Santiago Rodríguez Taverna | 207   | Cuartos de final      |
| 4        | Bandera de Argentina  | Andrea Collarini           | 227   | Cuartos de final      |
| 5        | Bandera de Eslovaquia | Jozef Kovalík              | 231   | Segunda ronda, retiro |
| 6        | Bandera de Austria    | Lukas Neumayer             | 233   | Primera ronda         |
| 7        | Bandera de Italia     | Edoardo Lavagno            | 236   | Semifinales           |
| 8        | Bandera de Argentina  | Facundo Bagnis             | 240   | CAMPEÓN               |

- 1 Se ha tomado en cuenta el ranking del 8 de enero de 2024.

### Otros participantes
Los siguientes jugadores recibieron una invitación (wild card), por lo tanto ingresan directamente al cuadro principal (WC):
- Nicolás Kicker
- Mariano Navone
- Juan Bautista Torres

Los siguientes jugadores ingresan al cuadro principal tras disputar el cuadro clasificatorio (Q):
- Hernán Casanova
- Felix Gill
- Orlando Luz
- Carlos Sánchez Jover
- Gonzalo Villanueva
- Damien Wenger

## Campeones

### Individual Masculino
- Facundo Bagnis derrotó en la final a  Mariano Navone por 7–5, 1–6, 7–5

### Dobles Masculino
- João Fonseca /  Pedro Sakamoto derrotaron en la final a  Jakob Schnaitter /  Mark Wallner por 6–2, 6–2